# Alton Barnes
Alton Barnes är en by i civil parish Alton, i distriktet Wiltshire, i grevskapet Wiltshire, i England. Byn är belägen 11 km från Marlborough. Alton Barnes var en civil parish fram till 1934 när blev den en del av Alton. Civil parish hade 122 invånare år 1931. Byn nämndes i Domedagsboken (Domesday Book) år 1086, och kallades då Aultone.